# NGC 6747
NGC 6747 (również PGC 62564) – galaktyka eliptyczna (E), znajdująca się w gwiazdozbiorze Smoka. Odkrył ją Lewis A. Swift 31 października 1886 roku.